# Triodia irritans
Triodia irritans är en gräsart som beskrevs av Robert Brown. Triodia irritans ingår i släktet Triodia och familjen gräs. Inga underarter finns listade i Catalogue of Life.